# Стънг Тренг (провинция)
Стънг Тренг (на кхмерски: ស្ទឹងត្រែង) е една от двайсетте провинции в Камбоджа. На север граничи с Лаос, на юг с провинциите Кампонг Тхом, Кратех и Мондул Кири, на запад с Преах Вихеа, а на изток с провинция Ратан Кири. Населението е 159 565 души (2019 г.).

## Административно деление
Провинция Стънг Тренг се състои от един самостоятелен град-административен център Стънг Тренг и от 5 окръга.
| ISO код | Окръг (на кхмерски) | Окръг         |
| ------- | ------------------- | ------------- |
| 1901    | សេសាន                 | Сесан         |
| 1902    | សៀមបូក                | Сием Боук     |
| 1903    | សៀមប៉ាង                | Сием Панг     |
| 1904    | ស្ទឹងត្រែង              | Стънг Тренг   |
| 1905    | ថាឡាបារីវ៉ាត់              | Тхала Бариват |